# Friedrich Gustav von Oldenburg
Friedrich Gustav von Oldenburg (russisch Фёдор Фёдорович Ольденбург; * 20. Januarjul. / 31. Januar 1791greg.; † nach 1859) war ein russischer General.

## Leben

### Herkunft
Friedrich Gustav entstammte der livländischen Linie des Adelsgeschlechts von Oldenburg. Seine Eltern waren der russische Secondemajor und Erbherr auf Selting, Friedrich Ernst von Oldenburg und Maria Elisabeth Tiemann (1758–1812).

### Werdegang
Oldenburg begann seine Laufbahn in der kaiserlich russischen Armee 1809 als Sappeur. Er nahm in den 20er Jahren als Kommandeur des 7. Pionier-Regiments am Türkenkrieg teil und wurde 1828 mit dem St.-Georgs-Orden IV. Klasse ausgezeichnet. 1829 avancierte er zum Generalmajor und war während des Novemberaufstands Kommandeur der 3. Sappeur-Brigade in Polen. In den Jahren 1838 bis 1843 war er Kommandeur der 2. Brigade und erhielt 1843 seine Beförderung zum Generalleutnant verbunden mit der Einsetzung als Kommandeur der 16. Infanteriedivision. 1845 stand er beim Ingenieurkorps und wurde Kommandant von Iwangorod. Seit 1846 war er dann Kommandant von Brest-Litowsk, was er bis 1848 blieb. In den Jahren 1848 bis 1859 war Oldenburg dann Bezirksgeneral des 10. Bezirks des Separierten Korps der Inneren Garde. 1859 wurde er zum General der Infanterie befördert. Er war Ritter des St.-Anna-Orden I. Klasse, des St.-Stanislaus-Ordens I. Klasse und des St.-Wladimir-Ordens III. Klasse.

### Familie
1824 vermählte er sich in Reval mit Elmire Adelheid Josepha von Riesenkampff (1794–1855) und hatte mit ihr eine Tochter und einen Sohn:
1. Elisabeth Marie Elmiere von Oldenburg (1824–1865), ⚭ Michael Alexejewitsch Baljajew (1792–1871), Wirklicher Kaiserlich Russischer Staatsrat.
2. Friedrich Otto von Oldenburg (1827–1877), russischer Generalmajor, ⚭ 1861 Nadeshda von Berg a.d.H. Kandel (1833–1909)